# Михтарский, Петр
Петр Михтарский (болг. Петър Михтарски; род. 15 июля 1966) — болгарский футболист, выступавший на позиции нападающего за сборную Болгарии. Рекордсмен молодёжной сборной Болгария по количеству игр — 51 игра.

## Клубная карьера
Родившийся в Благоевграде Петр Михтарский провёл первые 13 лет своей карьеры (включая юношеские годы) в местном клубом «Пирин», дебютировал на профессиональном уровне в сезоне 1982/83, сыграв за команду восемь игр и забив четыре гола. «Пирин» же по итогам чемпионата занял последнее место и вылетел в низшую лигу. На возвращение обратно ему хватило год, а Михтарский регулярно забивал за клуб на протяжении шести сезонов.
Летом 1989 года Михтарский подписал контракт с софийским «Левски», забив за него 24 мяча в чемпионате Болгарии 1989/90 и выиграв Кубок Болгарии в 1991 году. После чего он присоединился к португальскому «Порту», где в нападении уже играл его соотечественник Эмил Костадинов. В первом сезоне за «Порту» Михтарский провёл 11 матчей в лиге и забил 5 голов, а его команда стала чемпионом страны. 23 ноября 1991 года в домашнем поединке против «Униан Мадейры» он сделал хет-трик. Сезон 1992/93 болгарин провёл на правах аренды за другой клуб Примейры «Фамаликан», забив в 33 играх 9 мячей.
В феврале 1994 года Михтарский вернулся в «Пирин». чтобы помочь клубу остаться в элите болгарского футбола. Его пять голов стали вкладом в удачном решении этой проблемы. После чего нападающий перешёл в стан софийского ЦСКА. В чемпионате Болгарии 1994/95 Михтарский с 24 голами стал лучшим бомбардиром лиги, но армейцы в итоговой таблице заняли лишь пятое место. Более того, 23 сентября 1994 года ЦСКА дома был разгромлен «Левски» со счётом 1:7, а гол престижа в матче забил Михтарский. А ещё ранее в домашнем матче первого раунда Кубка УЕФА 1994/1995 против итальянского «Ювентуса» он сделал дубль, но итоговая победа ЦСКА 3:2 была аннулирована из-за того, что Михтарский не имел права принимать в ней участие.

## Карьера в сборной
26 апреля 1989 года Петр Михтарский дебютировал за сборную Болгарии в домашнем матче отборочного турнира чемпионата мира 1990 против Дании, выйдя в основном составе.
Форвард был включён в состав сборной Болгарии на чемпионат мира по футболу 1994 года в США, где появился на поле лишь в одном матче и на последней минуте дополнительного времени: 1/8 финала с Мексикой.

## Достижения

### В качестве игрока
«Пирин Благоевград»
- Финалист Кубка Болгарии (1): 1993/94

 «Левски София»
- Чемпион Болгарии (1): 2000/01
- Обладатель Кубка Болгарии (1): 1990/91

 «Порту»
- Чемпион Португалии (1): 1991/92

### Индивидуальные
- Орден «Стара-планина» I степени (20 июля 1994 года)[8]
- Почётный гражданин Софии
- Почётный гражданин Благоевграда
- Лучший бомбардир чемпионата Болгарии 1994/95 (24 гола)